# 曲圣卿
曲圣卿（1975年6月5日—），是中国退役足球运动员，司职前锋，曾经入选中国国家队。

## 职业生涯
曲圣卿从辽宁少年队、国少队、国青队、国奥队步步成长，1994年进入辽宁队。次年，辽宁队在甲A联赛垫底降级，曲圣卿却因此获得了在甲B联赛的大量出赛机会，终于随球队在1998赛季结束后重返顶级联赛。1999年，曲圣卿达到了职业生涯的最高峰，以17球夺得甲A联赛最佳射手，并荣获中国足球先生。
2001年初，曲圣卿以当时的天价550万元人民币从辽宁转会上海申花，前两个赛季攻入了20个联赛入球，表现不俗。但是2003年，原同为辽宁队锋线搭档的老队友张玉宁加盟申花，而外援索尔·马丁内斯也表现出色，虽然球队夺得联赛冠军，但是曲圣卿的位置却受到挑战。2004年，申花全队跌入低谷，而曲圣卿更是全季只在A3和足协杯中攻入两个入球，最终于赛季结束后被俱乐部挂牌。
由于曲圣卿挂牌身价相当高昂，没有国内俱乐部问津。最终，他以先租借后永久转会的形式去了澳大利亚联赛阿德莱德联队，有不少出色表现，被认为是澳大利亚初始阶段的最佳外援之一。2006年，他也曾以租借形式返回国内，加盟南京有有短暂效力。但到了2007年4月，阿德莱德没有再与曲圣卿续约，他返回中国，处于无球可踢的状况。
2008年6月，曲圣卿在公开亮相时曾表达出留在足球界当教练的意愿。
2009年初，已经处于半退役状态的曲圣卿复出，加盟刚刚升入甲级联赛的家乡球队沈阳东进。